# Idol (bài hát của BTS)
"Idol" là một bài hát của nhóm nhạc nam Hàn Quốc BTS và là bài hát chủ đề trong album tổng hợp thứ ba của nhóm, Love Yourself: Answer (2018), được phát hành vào ngày 24 tháng 8 năm 2018 thông qua Big Hit Entertainment. Một phiên bản khác của bài hát có sự góp giọng của Nicki Minaj cũng được phát hành dưới dạng phiên bản kỹ thuật số như một bài hát tặng kèm trong album. Đĩa đơn ra mắt ở vị trí số 11 trên Billboard Hot 100 và cả 2 phiên bản thu về tổng cộng 43.000 lượt tải trong tuần đầu tiên phát hành tại Hoa Kỳ, đồng thời được RIAA trao chứng nhận Vàng.
Ngày 3 tháng 7 năm 2019, phiên bản tiếng Nhật của bài hát được phát hành dưới dạng một bài hát phụ cùng với phiên bản tiếng Nhật của "Boy with Luv" và một bài hát tiếng Nhật mang tên "Lights".

## Bối cảnh và phát hành
Một ngày trước khi phát hành đoạn giới thiệu của đĩa đơn, tin đồn về sự hợp tác giữa BTS và Nicki Minaj dấy lên khi Shazam xác định đoạn nhạc trong video giới thiệu của bài hát là "Idol by BTS (feat. Nicki Minaj)". Ngày 24 tháng 8 năm 2018, khoảng 2 giờ trước khi album chính thức được phát hành, Big Hit Entertainment xác nhận rằng một phiên bản khác của "Idol" có sự góp giọng của Nicki Minaj sẽ được phát hành dưới dạng phiên bản kỹ thuật số như một bài hát tặng kèm trong album.
Sau khi phát hành, bài hát truyền cảm hứng cho một thử thách nhảy trên mạng xã hội được gọi là "Idol Challenge", trong đó có lời kêu gọi mọi người nhảy theo đoạn điệp khúc của bài hát. Thử thách này được thực hiện bởi những người nổi tiếng khác nhau như thành viên Zelo của B.A.P và Stephen "tWitch" Boss trên The Ellen DeGeneres Show.